# Antonio de Naveros
Antonio de Naveros era un funcionario real que nació en Coria (Cáceres) y se desconoce el nombre de sus padres así como las demás circunstancias de su vida mientras vivió en Extremadura. Por sus declaraciones se sabe que nació hacia 1500 y llegaba a Santa Ana de Coro el 8 de marzo de 1530, como funcionario real para fiscalizar las operaciones recaudatorias como impuestos, derechos de almojarifazgo, quinto real y otros, además de vigilar el trato a los indígenas, la marcha de los acontecimientos y el estricto cumplimiento de las capitulaciones alemanas, después de que se le otorgaba a los Welser (banqueros alemanes), la concesión del territorio occidental de la Provincia de Venezuela. 
Tres fueron los oficiales reales que actuaron en la Provincia de Venezuela en el tiempo que duró la concesión alemana (1527-1546), estos fueron Pedro de San Martín, Alonso Vázquez de Acuña y Antonio de Naveros.

## Escamoteo de impuestos
Al gobernador Ambrosio Alfinger se le creía muerto en la jornada exploradora que había emprendido a los territorios de la comarca de Maracaibo, pero aunque maltrecho, algunos meses después, se presentaba en Santa Ana de Coro bastante enfermo, y por consejo del que hacia de médico de las expediciones, Hernán Pérez de la Muela, el alemán iba a Santo Domingo a reposar y curarse sus dolencias.
Como resultas de este viaje, Naveros tiene su primera experiencia de fiscalizador oficial. Por la noche y en secreto, el alemán envió a bordo de una nave varios baúles y envoltorios., al amanecer se disponía a partir la nave cuando Naveros llegaba hasta el fondeadero para inspeccionarla, ya que el oficial real sospechaba que se estaba sacando oro y piedras preciosas sin pagar el respectivo quinto que pertenecía a la Corona.
Cuando Naveros sube al barco, Alfinger le advierte que si osa inspeccionar la nave lo tirará por la borda. Ante la negativa actitud del alemán, Naveros deja de cumplir su cometido fiscalizador, pero enviará información de lo sucedido a la Real Audiencia de Santo Domingo. Además también informaba de que cuando los alemanes venían a Venezuela traían un abundante cargamento de provisiones y telas que vendieron al llegar a Coro sin pagar los derechos de almojarifazgo.

## Tras el Dorado
Alfinger antes de salir para Santo Domingo nombró teniente de gobernador a Nicolás Federmán para que rigiera los destinos de la provincia mientras él estaba fuera. Pero como Federmán también ansiaba encontrar su Dorado particular, en vez de permanecer en Coro atendiendo los asuntos de la provincia, organiza una expedición exploradora con 110 hombres y 16 jinetes, y el 13 de septiembre de 1530 emprende la marcha y durante seis meses explorará una buena parte nor-occidental del territorio.
Para fiscalizar esta expedición iba Antonio de Naveros quien se enfrentará en repetidas ocasiones con Federmán, ya que éste además de emplear procedimientos inhumanos con los aborígenes que lleva de servicio, insulta y apalea a los soldados españoles por insignificancias y futilidades. Naveros, quien no está de acuerdo con los procedimientos represivos de Federmán, le hace los requerimientos oficiales y entonces el veedor real será engrillado por el alemán durante dos meses hasta que vuelven a Coro.

## Juicios sin castigo
Cuando el 17 de marzo de 1531 la expedición regresó a Coro, Alfinger hacía más de tres meses que había vuelto de Santo Domingo. Federmán será enjuiciado y desterrado por cuatro años de la provincia de Venezuela. Entonces Naveros denunciará los atropellos de Federmán y las evasiones fiscales de Alfinger, pero la Real Audiencia de Santo Domingo, ante las presiones de la Corona, dilatará sentencias y no aplicará castigos para los alemanes.
En 1538 se celebraba en Coro un juicio de residencia contra la actuación de los alemanes; Alfinger ya había muerto en 1533 y Federmán andaba por los territorios bogotanos disputándole a Gonzalo Jiménez de Quesada los predios doradistas. En este juicio, donde el Dr. Navarro actuaba de juez, Antonio de Naveros hizo terribles acusaciones contra el proceder de los alemanes, pero como los culpables no estaban presentes el juicio quedó archivado. 

## Más expediciones
Aunque los alemanes habían firmado unas capitulaciones para explorar la tierra concedida, poblarla y evangelizar, no cumplieron con estos compromisos porque su único objetivo era encontrar el mítico Dorado. En agosto de 1541, Felipe de Hutten con 130 hombres se aprestaba a emprender una nueva expedición al territorio de omaguas donde creía que se encontraba el Dorado, y Antonio de Naveros también acompañaba a los expedicionarios como funcionario real para evitar abusos con los naturales.
Después de caminar infructuosamente durante más de cuatro años y sufrir enormes penalidades, volvían a Coro hambrientos, decepcionados, cubiertos de harapos y con menos de la mitad de los hombres. En ese regreso, es cuando en El Tocuyo Juan de Carvajal se enfrenta con Hutten y lo manda ajusticiar porque el alemán pretendía despoblar El Tocuyo y llevarse nuevamente la gente a Coro.

## Se acabaron las expediciones
Naveros ya había pasado tantas calamidades en su papel de veedor fiscal en aquellas largas y penosas exploraciones, que pidió el cambio de ocupación y le concedieron en Coro el cargo de contador real. Naveros estaba casado en España donde había dejado a su mujer al embarcarse para Indias.
Una real orden de 5 de abril de 1552, recibida en Coro, mandaba que el tesorero Antonio Vázquez de Acuña y el contador Antonio de Naveros se embarcaran en el primer navío que saliera para España a buscar sus respectivas mujeres. Además, este real mandato ordenaba que, ambos oficiales no podían volver ni estar en Venezuela si no venían acompañados de sus respectivas mujeres, o con probanza de haber fallecido. Antonio de Naveros no pudo cumplir el mandato real ya que moría a mediados de 1552. 

## Comentarios esclarecedores
Aunque algunas veces se atentó impunemente contra la integridad del aborigen, a estos oficiales reales, particularmente se debe que no se cometieran más atropellos con los naturales en Venezuela, pues dentro de sus limitados poderes y de las descaradas prerrogativas que se tomaban los alemanes, procuraban hacer cumplir los cristianos mandamientos de la Corona. Prueba de ello son las continuas denuncias que hacían en sus escritos a la Real Audiencia de Santo Domingo.
El historiador, hermano Nectario María Pralón dice sobre estos servidores públicos: “Sin duda alguna la permanencia de los oficiales reales en Coro, fue muy beneficiosa a la comunidad y a la recién fundada ciudad en el decurso de los acontecimientos; más de una vez se palpará esta benéfica influencia y se verá el alto valor moral de su desinteresada y enérgica actuación”